# 七瀬彩夏
七瀬 彩夏（ななせ あやか、1994年7月11日 - ）は、日本の女性声優。東京都出身。アクセルワン所属。

## 来歴
子供のころは人見知りで、一人でばかり遊んでいる子供だった。幼いころの将来の夢は漫画家。
声優を目指したきっかけは、美術部の友人の自作アニメに声をあてたこと。また、当時夢中になった『コードギアス 反逆のルルーシュ』での小清水亜美の演技に触れ、本気で声優を目指すようになった。
アクセルゼロ3期生で、2015年4月1日付でアクセルワンに所属する。
2016年、『僕だけがいない街』のオサム役で初レギュラー。
2017年、『サクラクエスト』の木春由乃役で初の主役を演じる。
2018年、第12回声優アワードにて新人女優賞を受賞。
テレビアニメ『遊☆戯☆王ゴーラッシュ!!』で2024年4月より使用されるエンディングテーマ「STAR RUSH」で、マーベラスよりソロアーティストデビューすることが同年3月18日に発表された。

## 人物
左利きである。
趣味は、買い物、音楽鑑賞。特技はイラストを描くこと、バレーボール。好きなアーティストにthe GazettEを挙げている。また、動物好きであり、どちらかというと猫派。好きな食べ物は梅、お好み焼きである。好きなアニメは声優を目指すきっかけともなった『コードギアス 反逆のルルーシュ』。
2021年に放送されたアニメ『スーパーカブ』に礼子役で出演したことがきっかけでバイクに興味を持ち、同年4月に普通自動二輪免許を取得。取得に当たっては、『スーパーカブ』で共演した夜道雪からも様々なアドバイスをもらったという。同年5月には自身が演じた礼子が作中で所有しているのと同じホンダCT110ハンターカブを購入し、本作品の聖地巡礼にも同車で足を運んでいる。
その他、実用英語技能検定準2級と普通自動車運転免許の資格を所有している。
声優としてのターニングポイントになった役として、初レギュラー作品であった『僕だけがいない街』のオサム役を挙げている。理由としては初めてオーディションに合格し、初のレギュラー、また男の子役であったことだと語っている。
一番の目標は小清水亜美。尊敬している人物は母親。
座右の銘は「日々前進」。演技面でも人間的にも少しずつ成長していきたいと考えている。
声優の芝崎典子は中高生時代の先輩にあたる。
父親は伝説的アマチュアバンド横須賀サーベルタイガーの第3・4期ボーカルRolly。

## 出演
太字はメインキャラクター。

### テレビアニメ
2015年
- 俺物語!!（小学生2）
- Dance with Devils（女子生徒）
- Go!プリンセスプリキュア（きららのファン）

2016年
- 僕だけがいない街（オサム）
- 暗殺教室（森）
- あんハピ♪（女子）
- バトルスピリッツ ダブルドライブ（子供A、子供）
- SERVAMP-サーヴァンプ-（城田真昼〈子供時代〉、ユリー、アナウンサー、女子）
- タイムトラベル少女〜マリ・ワカと8人の科学者たち〜（保育園の先生）
- アイドルメモリーズ（女の子）
- 文豪ストレイドッグス（2016年 - 2023年、カール） - 2シリーズ
- うたの☆プリンスさまっ♪ マジLOVEレジェンドスター（音也〈幼少期〉）
- マジきゅんっ!ルネッサンス（女子生徒）
- ラグナストライクエンジェルズ（オペレーター）

2017年
- SUPER LOVERS 2（携帯ショップの店員）
- ドラえもん（テレビ朝日版第2期）（子ども）
- かみさまみならい ヒミツのここたま（2017年 - 2018年、ライチ、相手チーム選手）
- アイドルタイムプリパラ（2017年 - 2018年、瑠衣、女子生徒、女の子、みさき、まいちゃん、ゆみ）
- サクラクエスト（木春由乃）
- 覆面系ノイズ（女子高生2）
- 王室教師ハイネ（ブルーノ幼少期）
- 時間の支配者（女子A）
- 結城友奈は勇者である -鷲尾須美の章-
- つうかあ（村田いずみ）
- 妖怪アパートの幽雅な日常（一年生女子C）

2018年
- ポプテピピック（少女A）
- こみっくがーるず（虹野美晴）
- メジャーセカンド（ガッツ投手）
- ハイスクールD×D HERO（女子）
- 多田くんは恋をしない（女子、猫）
- カードファイト!! ヴァンガード（ネコ執事）
- ヤマノススメ シリーズ（2018年 - 2022年、みお、女性レポーター） - 2シリーズ
- ロード オブ ヴァーミリオン 紅蓮の王（女子学生）
- PERSONA5 the Animation（ニュースキャスター）
- 中間管理録トネガワ（権田の彼女）
- はねバド!（選手）
- キラキラハッピー★ ひらけ!ここたま（2018年 - 2019年、望月みく、小畑つばさ〈幼少〉、大空すばる、ツー・ミー・キー、ティア、信乃、ペンネ、ケティ、わかな 他）
- やがて君になる（女子生徒）
- ツルネ シリーズ（2018年 - 2023年、白菊乃愛） - 2シリーズ
- ベルゼブブ嬢のお気に召すまま。（女性職員）

2019年
- B-PROJECT〜絶頂*エモーション〜（アシスタント）
- 異世界チート魔術師（メリヒャ）
- まちカドまぞく（2019年 - 2022年、メタ子） - 2シリーズ
- ダンジョンに出会いを求めるのは間違っているだろうかII（シャレイ）
- フルーツバスケット（草摩藉真〈幼少期〉）
- 慎重勇者〜この勇者が俺TUEEEくせに慎重すぎる〜（フラーラ）
- あひるの空（2019年 - 2020年、小学生、少女、山本）

2020年
- とある科学の超電磁砲T（委員）
- ソマリと森の神様（店員）
- 異種族レビュアーズ（ルルウ）
- かぐや様は告らせたい?〜天才たちの恋愛頭脳戦〜（女生徒たち）
- シャドウバース（野球少年）
- アラド:逆転の輪（竜族の少女）
- アサルトリリィ BOUQUET（伊東閑）
- ご注文はうさぎですか? BLOOM（子供）
- ヒーリングっど♥プリキュア（秀一）
- いわかける! - Sport Climbing Girls -（女の子）

2021年
- 無職転生 〜異世界行ったら本気だす〜（看護師）
- WIXOSS DIVA(A)LIVE（クラスメイトB、女子生徒B）
- クレヨンしんちゃん（2021年 - 2022年、河井ひとみ、塩野留美）
- たとえばラストダンジョン前の村の少年が序盤の街で暮らすような物語（街の女性）
- ひぐらしのなく頃に業（取り巻き、生徒） - 2シリーズ
- ホリミヤ（女子生徒）
- 文豪ストレイドッグス わん!（カール）
- スーパーカブ（礼子）
- BLUE REFLECTION RAY/澪（生徒、友人）
- イジらないで、長瀞さん（娘）
- ふしぎ駄菓子屋 銭天堂（津川萌美）
- EDENS ZERO（Bキューバー）
- 女神寮の寮母くん。（早乙女あてな）
- ヴァニタスの手記（ノエ〈少年時代〉）
- 現実主義勇者の王国再建記（クリス・タキオン）
- 見える子ちゃん（ひとえ）
- 鬼滅の刃 無限列車編
- 海賊王女（メアリ・リード）
- 境界戦機（2021年 - 2022年、槙ミスズ） - 2シリーズ

2022年
- ハコヅメ〜交番女子の逆襲〜（女子小学生）
- くノ一ツバキの胸の内（イタドリ）
- ヒーラー・ガール（同級生）
- 咲う アルスノトリア すんっ!（トトン）
- 虫かぶり姫（アイリーン・パスカル）

2023年
- お隣の天使様にいつの間にか駄目人間にされていた件（女子生徒）
- ひろがるスカイ!プリキュア（2023年 - 2024年、聖あげは / キュアバタフライ）
- 異世界召喚は二度目です（生徒、市民、子供、女子生徒、女勇者）
- 山田くんとLv999の恋をする（瑠奈の同級生）
- 英雄教室（カレン）
- 暴食のベルセルク（ライネ）

2024年
- 治癒魔法の間違った使い方（スズネ、ククル）
- 響け!ユーフォニアム3（鈴木美玲）
- 忘却バッテリー（女子生徒）
- ヴァンパイア男子寮（らぶ・クール）
- Re:Monster（オーロ、ホブ凛）
- わんだふるぷりきゅあ!（聖あげは）
- 魔王2099（女子生徒B）

2025年
- いずれ最強の錬金術師?（アカネ）
- どうせ、恋してしまうんだ。
- ユア・フォルマ（ダリヤ）
- 男女の友情は成立する?（いや、しないっ!!）（井上茉央）
- Aランクパーティを離脱した俺は、元教え子たちと迷宮深部を目指す。（リュッコ）
- 日々は過ぎれど飯うまし（モブ）
- CITY THE ANIMATION（真壁まつり）
- 勇者パーティーを追放された白魔導師、Sランク冒険者に拾われる 〜この白魔導師が規格外すぎる〜（ルル）
- その着せ替え人形は恋をする Season 2（暦の友人）

2026年
- 「お前ごときが魔王に勝てると思うな」と勇者パーティを追放されたので、王都で気ままに暮らしたい（フラム・アプリコット）

### 劇場アニメ
2010年代
- 劇場版 SERVAMP-サーヴァンプ- -Alice in the Garden-（2018年、ユリ―）
- リズと青い鳥（2018年、吹奏楽部員）
- 響け！ユーフォニアムシリーズ（2019年 - 2023年、鈴木美玲） - 2作品
- HELLO WORLD（2019年、女子生徒）
- BLACKFOX（2019年、石動律花 / リリィ）

2020年代
- シドニアの騎士 あいつむぐほし（2021年、八番艦管制官）
- リクはよわくない（2021年、メロディー）
- アイの歌声を聴かせて（2021年、アナウンス）
- 劇場版ツルネ -はじまりの一射-（2022年、白菊乃愛）
- 映画 プリキュアオールスターズF（2023年、聖あげは / キュアバタフライ）
- わんだふるぷりきゅあ!ざ・むーびー! ドキドキ♡ゲームの世界で大冒険!（2024年、聖あげは / キュアバタフライ）
- 映画 キミとアイドルプリキュア♪ お待たせ!キミに届けるキラッキライブ!（2025年、聖あげは / キュアバタフライ）

### OVA
- ノラガミ ARAGOTO（2015年）
- ヤマノススメ おもいでプレゼント（2017年、みお）
- 転生したらスライムだった件（2020年、イロリ） - 漫画版第15巻OAD付き限定版

### Webアニメ
- ホイッスル!（ボイスリメイク版）（2016年、桜井みゆき[58]）
- B: The Beginning（2018年、イザヨイ）
- ソードガイ The Animation（2018年、幼い凱、クラスメイト1、クラスメイトA）
- アイドルランドプリパラ（2021年、瑠衣）
- 七ヶ浜でみつけた（2021年、やよい）
- トミカヒーローズ ジョブレイバー 特装合体ロボ (2023年、コンビニジョブロイドBeNRY [59])

### ゲーム
2015年
- クイズRPG 魔法使いと黒猫のウィズ（2015年 - 2020年、サジェ・カムラナ、アサギ・カムラナ、マグエル・ディセン〈2代目〉）
- DYNAMIC CHORD feat.KYOHSO

2016年
- 幻獣姫（ランスロット）
- SA7 SILENT ABILITY SEVEN（有働麻衣）
- クリスタル オブ リユニオン（ナナ）
- グリムノーツ（トライン・サナンド）
- 彗星のアルナディア（アンシェラ）
- 刻のイシュタリア（カシャ、ナガト）
- Blackish House sideA→（三嶋杏）
- モン娘☆は〜れむ（フーレ）
- 雷子-紺碧の章-（霊姑孚）

2017年
- スマッシュ&マジック（マルグリット）
- 青空アンダーガールズ!（日比野彩）
- ミリ姫大戦〜RELOAD〜（パヴロフ）
- マギアレコード 魔法少女まどか☆マギカ外伝（保澄雫）
- ららマジ（綾子）
- ロボットガールズZ ONLINE（パルダーちゃん）

2018年
- 機動戦士ガンダム バトルオペレーション2（テンダ・ビギン）
- アークザラッド R（ホムラ）
- ゴッドイーター3（ルル・バラン）
- ゲシュタルト・オーディン（糸羽シキ）

2019年
- 荒野のコトブキ飛行隊 大空のテイクオフガールズ!（アカリ）
- アズールレーン（ハーディ、ハンター）
- 食用系少女（マドカ）
- グランブルーファンタジー（2019年 - 2024年、デルフィナ、ラジエル）

2020年
- ART CODE SUMMONER（クロード・ロラン）
- ソードアート・オンライン アリシゼーション リコリス
- ファイアーエムブレム ヒーローズ（ミレディ）
- ワールドフリッパー（ソティエス）

2021年
- 咲う アルスノトリア（トトン）

2022年
- アサルトリリィ Last Bullet（伊東閑）

2023年
- D.C.5 〜ダ・カーポ5〜（街で見かけた少女）
- スノウブレイク：禁域降臨（アカシア）

2024年
- D.C.5 Future Link ～ダ・カーポ5～ フューチャーリンク（白河灯莉）
- アリス・ギア・アイギス（ニコル・フランシスカ）
- モンスターストライク（スプンタ・マンユ）
- 魔女のふろーらいふ（一條ゆのか）
- 魔導物語 フィアと不思議な学校（リヴァン）

2025年
- 妖怪ウォッチ ぷにぷに（姥山美々）

### ドラマCD
- 俺様ティーチャー（2015年、女性店員）
- ボクとアリスと世界のおわり〜IN WONDERLAND〜（2015年、チェシャ[80]）
- マザーズ スピリット（2016年、女子大生）
- 響け！ユーフォニアム 5th Anniversary Disc 〜きらめきパッセージ〜（2021年、鈴木美怜[81]）

### 吹き替え
- シンプル・シモン
- ぼくらベビーベアーズ（アイスベア）
- アウルハウス（ウィロー・パーク）
- ワイルド・ブレイブ

### 実写作品
- BLACKFOX: Age of the Ninja（2019年、百合） - カメオ出演[82]
- ウルトラギャラクシーファイト 運命の衝突（2022年、ギナ・スペクターの声[83]）

### ボイスドラマ
- トライスクワッド ボイスドラマ（2019年、ネフティの声）

### デジタルコミック
- コールドゲーム（2021年、アルナ）
- 弱気MAX令嬢なのに、辣腕婚約者様の賭けに乗ってしまった（2022年、サラ） - コミックス3巻購入特典二次元コード[84]

### ラジオ
※はインターネット配信。
- ラジオどっとあい 七瀬彩夏のなないろポケット☆（2017年、AG-ON Premium※・超!A&G+※）[85]
- チュパカブRADIO（2017年、間野山観光協会※）
- おとじょ!! 〜七瀬彩夏のなぁなぁなんてゆるさないんだからっ!〜（2017年 - 2018年、音泉※）[86]
- 魔女のふろーらじお（2023年 - 、Twitter(X)スペース※・YouTube※・響ラジオステーション）[87][88]

### テレビ番組
※はインターネット配信。
- あやかのあやかによるあやかのためのニコ生「あやかRe!」（2016年、ニコニコ生放送※）[89]
- 声優ちゃんねる（仮）（2016年 - 2017年、Live.me※）[90]
- 間野山観光協会作戦報告会議（2017年、ニコニコ生放送※）[91]
- 七瀬彩夏の〇〇館（2021年 - 、ニコニコ生放送※・YouTube※）[92]

### 雑誌
- Lady's Bike Vol.90（2023年3月14日、ヘリテージ）[93]

### その他コンテンツ
- シャープ「COCORO VOICE」空気清浄機・ホットクック・ヘルシオ用カスタムボイス（2023年、聖あげは / キュアバタフライ[94]）

## ディスコグラフィ

### シングル
| #   | 発売日        | タイトル             | 規格品番   | 備考   |
| --- | ------------- | -------------------- | ---------- | ------ |
| 1st | 2024年7月10日 | STAR RUSH            | MJSS-09372 | [ 95 ] |
| 2nd | 2025年1月22日 | サヨナラにはならない | MJSS-09387 | [ 96 ] |
| 3rd | 2025年9月24日 | 群青と未完の彼方     | ABCA-00002 | [ 97 ] |

### キャラクターソング
| 発売日   | 商品名                                                                   | 歌 | 楽曲                                                                        | 備考                                                                |
| 2017年   | 2017年                                                                   | 2017年 | 2017年                                                                      | 2017年                                                              |
| -------- | ------------------------------------------------------------------------ | --- | --------------------------------------------------------------------------- | ------------------------------------------------------------------- |
| 4月26日  | ここたまハッピ〜パラダイス！/うたおう♪ここったまーち！                   | 四葉こころ（本渡楓） with ここたま9+ライチ                                                                                                 | 「うたおう♪ここったまーち！」                                               | テレビアニメ『かみさまみならい ヒミツのここたま』エンディングテーマ |
| 10月4日  | SAKURA QUEST "BEST"                                                      | 木春由乃（七瀬彩夏） | 「チュパカブラ王国 国歌」                                                   | テレビアニメ『サクラクエスト』挿入歌                                |
| 12月22日 | つうかあ BD・DVD第1巻特典CD                                              | Void Chords feat. 村田いずみ（七瀬彩夏）、鈴木なぎさ（福圓美里）                                                                           | 「Feel your breath」                                                        | テレビアニメ『つうかあ』関連曲                                      |
| 2018年   |                                                                          | |                                                                             |                                                                     |
| 8月29日  | STAR☆TING!                                                               | 青空アンダーガールズ | 「STAR☆TING!」 「オレンジ」                                                 | ゲーム『青空アンダーガールズ！』関連曲                              |
| 8月29日  | STAR☆TING!                                                               | Remuage | 「Melty:Sensation」 「Lip & Candy」 「ノンストップドライブ！」              | ゲーム『青空アンダーガールズ！』関連曲                              |
| 2020年   |                                                                          | |                                                                             |                                                                     |
| 12月23日 | 荒野のコトブキ飛行隊 大空のテイクオフガールズ！ チームソングミニアルバム | ハルカゼ飛行隊 | 「FLAP!」                                                                   | ゲーム『荒野のコトブキ飛行隊 大空のテイクオフガールズ！』関連曲     |
| 2022年   |                                                                          | |                                                                             |                                                                     |
| 7月6日   | くノ一ツバキの胸の内 あかね組音楽集                                      | フキ（南真由）、イタドリ（七瀬彩夏）、ウメ（和多田美咲）                                                                                   | 「あかね組活動日誌 ～寅班～」                                               | テレビアニメ『くノ一ツバキの胸の内』エンディングテーマ              |
| 7月6日   | くノ一ツバキの胸の内 あかね組音楽集                                      | あかね組ねうしとらうたつみうまひつじさるとりいぬい                                                                                         | 「あかね組活動日誌 ～ねうしとらうたつみうまひつじさるとりいぬい大集合！～」 | テレビアニメ『くノ一ツバキの胸の内』エンディングテーマ              |
| 2023年   |                                                                          | |                                                                             |                                                                     |
| 7月19日  | 『ひろがるスカイ！プリキュア』 ボーカルアルバム 〜FLY TOGETHER!!!!!〜    | 聖あげは（七瀬彩夏） | 「あたたかいあたりまえ」                                                    | テレビアニメ『ひろがるスカイ!プリキュア』関連曲                     |
| 7月19日  | 『ひろがるスカイ！プリキュア』 ボーカルアルバム 〜FLY TOGETHER!!!!!〜    | 夕凪ツバサ（村瀬歩）・聖あげは（七瀬彩夏）                                                                                                 | 「未来コネクト」                                                            | テレビアニメ『ひろがるスカイ!プリキュア』関連曲                     |
| 7月19日  | 『ひろがるスカイ！プリキュア』 ボーカルアルバム 〜FLY TOGETHER!!!!!〜    | キュアスカイ（関根明良）・キュアプリズム（加隈亜衣）・キュアウイング（村瀬歩）・キュアバタフライ（七瀬彩夏）                               | 「FLY TOGETHER!!!!!」                                                       | テレビアニメ『ひろがるスカイ!プリキュア』関連曲                     |
| 8月23日  | Dear Shine Sky                                                           | キュアスカイ（関根明良）・キュアプリズム（加隈亜衣）・キュアウイング（村瀬歩）・キュアバタフライ（七瀬彩夏）                               | 「ヒロガリズム 〜Precure Quartetto Ver.〜」                                 | テレビアニメ『ひろがるスカイ!プリキュア』関連曲                     |
| 2024年   |                                                                          | |                                                                             |                                                                     |
| 1月31日  | 『ひろがるスカイ！プリキュア』ボーカルベスト 〜KIZUNA◇ダイアモンド〜     | キュアスカイ（関根明良）、キュアプリズム（加隈亜衣）、キュアウィング（村瀬歩）、キュアバタフライ（七瀬彩夏）、キュアマジェスティ（古賀葵） | 「FLY TOGETHER!!!!! 〜Halation Ver.〜」                                     | テレビアニメ『ひろがるスカイ!プリキュア』関連曲                     |
| 1月31日  | 『ひろがるスカイ！プリキュア』ボーカルベスト 〜KIZUNA◇ダイアモンド〜     | キュアスカイ（関根明良）、キュアプリズム（加隈亜衣）、キュアウィング（村瀬歩）、キュアバタフライ（七瀬彩夏）、キュアマジェスティ（古賀葵） | 「ヒロガリズム 〜Precure Quintet Ver.〜」                                   | テレビアニメ『ひろがるスカイ!プリキュア』関連曲                     |
| 10月16日 | TVアニメ『響け！ユーフォニアム3』キャラクターソングシングル Vol.2        | 鈴木美玲（七瀬彩夏）、鈴木さつき（久野美咲）                                                                                               | 「以心伝心しちゃうのです」                                                  | テレビアニメ『響け!ユーフォニアム3』関連曲                          |

### その他参加作品
| 発売日       | 商品名     | 歌                           | 楽曲           | 備考                                           |
| ------------ | ---------- | ---------------------------- | -------------- | ---------------------------------------------- |
| 2021年4月8日 | 春への伝言 | 夜道雪、七瀬彩夏、日岡なつみ | 「春への伝言」 | テレビアニメ『スーパーカブ』エンディングテーマ |

### タイアップ
| 年     | 曲名                 | タイアップ                                                 |
| ------ | -------------------- | ---------------------------------------------------------- |
| 2024年 | STAR RUSH            | テレビアニメ 『遊☆戯☆王ゴーラッシュ!!』 エンディングテーマ |
| 2024年 | サヨナラにはならない | テレビアニメ 『遊☆戯☆王ゴーラッシュ!!』 エンディングテーマ |
| 2025年 | 群青と未完の彼方     | テレビアニメ『週刊ラノベアニメ』エンディングテーマ         |

## ライブ

### 合同ライブ
| 出演日              | タイトル                            | 会場                           |
| ------------------- | ----------------------------------- | ------------------------------ |
| 2024年1月20日・21日 | 全プリキュア 20th Anniversary LIVE! | 横浜アリーナ（神奈川県）       |
| 2024年2月17日・18日 | ひろがるスカイ！プリキュア 感謝祭   | TOKYO DOME CITY HALL（東京都） |

### シリーズ一覧
1. ↑  第2シーズン（2016年）、第4シーズン（2023年）
2. ↑  第3期『サードシーズン』（2018年）、第4期『Next Summit』（2022年）
3. ↑  第1期『-風舞高校弓道部-』（2018年 - 2019年）、第2期『-つながりの一射-』（2023年）
4. ↑  第1期（2019年）、第2期『2丁目』（2022年）
5. ↑  『業』（2021年）、続編『卒』（2021年）
6. ↑  第一部（2021年）、第二部（2022年）
7. ↑  『誓いのフィナーレ』（2019年）、『アンサンブルコンテスト』[52]（2023年）

### ユニットメンバー
1. ↑  ラキたま（潘めぐみ）、メロリー（豊崎愛生）、おシャキ（かかずゆみ）、ゲラチョ（愛河里花子）、キラリス（柚木涼香）、モグタン（村瀬迪与）、サリーヌ（藤村歩）、パリーヌ（白鳥由里）、ミシル（折笠富美子）、ライチ（七瀬彩夏）
2. ↑  櫻花ひなた（高橋花林）、水科和歌（和田京子）、望月愛美（望田ひまり）、嘉陽千尋（陽向さおり）、野々宮琴音（内野明音）、黒瀬麗華（早瀬莉花）、今泉更菜（北野更）、相原希（相良茉優）、白拍子美雪（高橋美衣）、霧島理子（菅愛理）、佐久間茜（藤川茜）、椿瑠璃花（井上ほの花）、渡辺晴海（澤田美晴）、舞沢悠（西川舞）、六川麻里紗（飯坂紗幸）、乙葉くるみ（高柳知葉）、岩倉寧々（岩井映美里）、セリア・ウエスギ（杉町麻由子）、日比野彩（七瀬彩夏）、本条佳奈恵（本田かおり）、棗楓李（奥谷楓）
3. ↑  セリア・ウエスギ（杉町麻由子）、日比野彩（七瀬彩夏）、本条佳奈恵（本田かおり）、棗楓李（奥谷楓）
4. ↑  ユーカ（本渡楓）、アカリ（七瀬彩夏）、ガーベラ（高野麻里佳）、エリカ（白石晴香）、ダリア（黒沢ともよ）、ベル（石見舞菜香）
5. ↑  ツバキ（夏吉ゆうこ）、サザンカ（根本京里）、アサガオ（鈴代紗弓）、リンドウ（小原好美）、ベニスモモ（山根綺）、ミズバショウ（石見舞菜香）、トウワタ（富田美憂）、ウイキョウ（朝日奈丸佳）、キキョウ（田中美海）、モクレン（羊宮妃那）、ツワブキ（広瀬ゆうき）、ホウセンカ（河野ひより）、シオン（長谷川育美）、スズラン（遠野ひかる）、アジサイ（古賀葵）、フキ（南真由）、イタドリ（七瀬彩夏）、ウメ（和多田美咲）、ヒギリ（貫井柚佳）、スズシロ（高田憂希）、ハス（佳原萌枝）、ドクダミ（川井田夏海）、アオギリ（小市眞琴）、シャクヤク（土屋李央）、スミレ（ファイルーズあい）、アザミ（朝井彩加）、タンポポ（井上ほの花）、タチアオイ（市ノ瀬加那）、ヒグルマ（峯田茉優）、ハギ（近藤玲奈）、カゲツ（会沢紗弥）、ホトトギス（幸村恵理）、ムクゲ（伊藤彩沙）、ヒナギク（高野麻里佳）、キブシ（長縄まりあ）、オニユリ（大地葉）